# Lützelflüh
Lützelflüh (gsw. Lützeflüe, Lützuflüe) – gmina (niem. Einwohnergemeinde) w Szwajcarii, w kantonie Berno, w regionie administracyjnym Emmental-Oberaargau, w okręgu Emmental.

## Demografia
W Lützelflüh mieszka 4 211 osób. W 2020 roku 7% populacji gminy stanowiły osoby urodzone poza Szwajcarią.

## Współpraca
Miejscowość partnerska:
- gmina Velike Lašče, Słowenia

## Transport
Przez teren gminy przebiegają drogi główne nr 23 i nr 243.